# Droit jordanien
Le droit jordanien est le droit appliqué en Jordanie. Il s'agit d'un système mixte, composé du droit civil et du droit de tradition musulmane. D'une part; le droit islamique ne concerne que les affaires familiales comme l'héritage, l'état civil, et les affaires strictemenet personnelles. D'autre part, le droit civil est la première source de législation. 

## Sources du droit

### Constitution
La Constitution est la norme fondamentale du Royaume de Jordanie,,.

### Droit international
Seul l'article 33 de la Constitution aborde la question des normes internationales, en précisant que les traités et les accords internationaux sont conclus et ratifiés par le Roi de la Jordanie. Pourtant, pour ce qui concernce les traités qui touche sur les finances publiques et les droits des citoyens, ils doivent être ratifié par le Parliament. 

### La Législation
Le cabinet des ministres propose des projets de loi; et L'Assemblée nationale dispose du pouvoir législatif sur ceux-ci. Pourtant, la promulgation des lois est une prerogative royale.

## Sources

## Compléments